# Aplite
Le apliti sono rocce appartenenti alla famiglia del granito.
Si rinvengono in filoni di limitato spessore, proprio all'interno delle masse granitiche e nelle rocce incassanti presso il contatto. La loro genesi, proprio come le pegmatiti, avviene in seguito alla cristallizzazione dell'ultimo residuo liquido del magma.

## Struttura
Le apliti hanno struttura microgranulare xenomorfa, di colore rosa pallido, in netto contrasto con la grana grossolana delle pegmatiti. Sono costituite essenzialmente da feldspati, quarzo, mica e plagioclasio con notevole scarsità di componenti accessori femici (berillo e apatite); le varietà molto ricche di quarzo fanno da transizione alle vene di quarzo idrotermale.
Le apliti sono talvolta in stretto rapporto con le pegmatiti, costituendo i margini o il centro di una vena pegmatitica; altre volte capita che un filone aplitico contenga tasche irregolari di pegmatiti.
Questi rapporti confermano che apliti e pegmatiti si sono formate durante la stessa fase di consolidamento dell'ultimo residuo magmatico, e la differenza di struttura e composizione mineralogica è dovuta al diverso contenuto di componenti volatili durante la cristallizzazione, e alla conseguente diversa viscosità del magma.

## Rinvenimento
Filoni dello spessore di una decina di metri si trovano in Gallura e nell'Arcipelago di La Maddalena (Sardegna).
Le apliti sono presenti a Capo Bianco, nell'Isola d'Elba (Toscana), sono rocce Porfiriche Leucocrate aventi una composizione Granitica a feldspati alcalini, in due corpi tabulari, entrambi parzialmente intrusi da giovani dicchi Granitici. Il corpo inferiore affiora nell'Elba occidentale assieme a metaofioliti ed Hornfels (complesso IV). Il corpo superiore invece affiora nell'Elba centrale, in prossimità di Portoferraio, ed è contornato da sequenze pelitico-silicoclastiche. Questo corpo superiore in origine aveva una lunghezza di circa 3,5 km con uno spessore di circa 120 m.